# عدنان المطوع
عدنان إبراهيم طاهر حجي عبد الله المطوع، من مواليد 1954، نائب في مجلس الأمة الكويتي.

## سيرته الذاتية
حاصل على بكالوريوس هندسة مدنية من جامعة ليدز في بريطانيا في عام 1978، وعمل مهندس موقع في المكتب العربي للاستشارات الهندسية منذ عام 1978 وحتى 1979، وفي عام 1979 انتقل إلى شركة البترول الوطنية الكويتية وعمل مهندس موقع حتى عام 1983، وفي عام 1982 عمل مدير أول في إدارة التطوير الهندسي في بنك الخليج حتى عام 1988، وفي عام 1991 عمل في الفوج الهندسي في الجيش الكويتي حتى عام 1993، وفي عام 1992 عمل مستشار في سوق الكويت للأوراق المالية لإدارة وإشراف عقود وصيانة وهو يعمل هناك حتى الآن، وهو رئيس مجلس إدارة شركة المجموعة الدولية منذ عام 1994 وحتى الآن، وعمل مستشار هندسي في المنطقة الحرة في الهيئة العامة للصناعة منذ عام 2006 وحتى 2007.

## مشاركاته بمجلس الامة
شارك في انتخابات مجلس الأمة الكويتي 2008 في الدائرة الثانية، وحصل على المركز الحادي عشر برصيد 3564 صوت وخسر الانتخابات ، وشارك في انتخابات مجلس الأمة الكويتي 2009 في الدائرة الثانية، وحصل على المركز التاسع برصيد 4781 صوت وفاز بالانتخابات.